# Facia Boyenoh Harris

Facia Boyenoh Harris, 2022

Facia Boyenoh Harris (* 1982/1983) ist eine liberianische Anwältin. Die Frauenrechtlerin und Aktivistin gegen geschlechtsspezifische Gewalt wurde 2022 mit dem „International Women of Courage Award“ (IWOC) des Außenministeriums der Vereinigten Staaten ausgezeichnet.
Harris studierte Rechtswissenschaften an der United Methodist University of Liberia (UMU) in Monrovia. Im ersten Studienjahr gründete sie dort mit Studienkolleginnen die Paramount Young Women Initiative. In einem Land, das sich vom Bürgerkrieg erholte, schuf sie einen sicheren Ort des Austauschs. Harris wurde auch Mitbegründerin des Liberian Feminist Forum. Sie koordiniert die Zusammenarbeit von Frauenrechtsgruppen und fördert Nachbarschaftshilfe. Themen der Gruppen sind auch politische Teilhabe, Hygiene und Vergewaltigung. Zudem engagiert sie sich in der Gemeindearbeit.
Als erste Liberianerin erhielt Harris den „International Women of Courage Award“. Unter den zwölf ausgezeichneten Frauen des Jahres 2022 waren drei Frauen aus Afrika. Der Preis wurde am 14. März 2022 von Außenminister Antony Blinken und Jill Biden verliehen. Die virtuelle Übergabe war durch die COVID-19-Pandemie bedingt.